# Joan Baptista Parés i Carbonell
Joan Baptista Parés i Carbonell (1847, Barcelona – 1926) byl katalánský sběratel umění a obchodník, zakladatel Sala Parés.
Galerii Sala Parés založil v roce 1877 jako první a nejprestižnější uměleckou galerii v Barceloně na přelomu století. Byla odrazovým můstkem pro šíření realistické malby a plastiky (Martí i Alsina, S. Gómez, Vayreda), akademické a neoficiální tvorby (Masriera, Ribera, Miralles). Také hostila výstavy modernistů (Casas, Rusiñol, Clarasó) a mladších malířů druhé modernistické generace (Nonell, Mir, Pidelaserra).